# Irena Šťastná
Irena Šťastná (rozená Václavíková, * 25. října 1978 Opava) je česká básnířka, prozaička, členka Asociace spisovatelů, žijící ve slezských Dobroslavicích. V roce 2016 byla nominována na cenu Magnesia Litera v kategorii poezie za sbírku Žvýkání jader. V roce 2019 obdržela Cenu Jantar za literaturu Moravskoslezského kraje a hlavní cenu získala v literární soutěži Básně SK/CZ 2020. V roce 2022 byla nominována na Cenu Jantar v oblasti literatury za sbírku Dny. Noci. A co víc?

## Životopis
Po absolvování Gymnázia s rozšířenou výukou jazyků v Ostravě-Porubě absolvovala v roce 2002 program Učitelství pro SŠ Český jazyk a literatura s literárněvědným zaměřením na Filozofické fakultě Ostravské univerzity a v roce 2003 program Informační studia a knihovnictví na Filozoficko-přírodovědecké fakultě Slezské univerzity.
V rámci festivalu Měsíc autorského čtení představuje svou poezii v zahraničí, rovněž na autorských literárních čteních v Polsku, Ukrajině, Slovinsku a na Slovensku.
Manžel Milan Šťastný publikuje poezii, povídky, působí jako folkový písničkář, loutkář, autor a režisér amatérských divadel.

## Ceny a nominace
- 2012: Drážďanská cena lyriky – nominace
- 2016: Magnesia Litera – nominace v oblasti poezie za sbírku Žvýkání jader
- 2019: Cena Jantar za literaturu Moravskoslezského kraje[1]
- 2020: literární soutěž Básně SK/CZ 2020 – hlavní výhra
- 2022: nominace na Cenu Jantar Moravskoslezského kraje[2]

## Publikační činnost
Knižně publikuje od roku 2000.
Básnické i prozaické texty Ireny Šťastné otiskla periodika Artikl, Host, Partonyma, Protimluv, Psí víno, Tvar, UNI, Kulturní noviny, Literární fórum, Literarni.cz, Literární noviny, Ostravan, Pandora, Ravt, Viselec, Weles, Zvuk; Britské listy, Poetry Cornwall, BODY - International Online Literary Journal (Velká Británie), iLeGaLiT, Vlna, Rozum (Slovensko), Saar Sansaar (Indie), Fabularie, Nowe peryferie, WydawnictwoJ, (Polsko). Texty byly přeloženy do angličtiny, němčiny, polštiny, slovenštiny, portugalštiny, rumunštiny, španělštiny a hindštiny.

### Sbírky poezie
- Zámlky (Host, 2006)[3]
- Všechny tvoje smrti (Literární salón, 2010)[4][5]
- Živorodky (Perplex, 2013)
- Žvýkání jader (Srdeční výdej, 2015)[6][7][8]
- Sen o třetí plíci (Protimluv, 2018)[9][10][11]
- Dny. Noci. A co víc? (Srdeční výdej, 2021)
- Žena ve tvaru sklenice (Odeon, 2023)

### Básně v antologiích poezie
- V srdci Černého pavouka (Votobia, 2000)
- Cestou, antologie poezie (Weles, 2004)
- Antologie české poezie 1986 - 2006 (Dybbuk, 2007)
- Sto nejlepších českých básní (Host, 2012)
- HŮRKOVÁ, Klára. Nad střechami světlo = Über den Dächern: česko-německá antologie poezie a krátké prózy (Dauphin, 2014)
- Jasná setkání / Klare Begegnungen, česko-německá antologie poezie (Dauphin, 2018)
- Nejlepší české básně (Host, 2018)
- Krátká báseň: pokus o doménu.cz (Protimluv, 2020)
- Milá Mácho (Větrné mlýny, 2020)
- BAFIA, Maroš. Básně SK CZ 2020. (Literarnyklub.sk, 2020)
- De sombra y terciopelo, Diecisiete poetas checas (Vaso Roto Poesía, 2021)
- Pandezie. Ed. Anna Luňáková. (Sdružení pro vydávání revue Prostor, 2021)

### Povídky v antologiích
- Rozcestí, Ahoj, Přílet: výběr prací z celostátní soutěže prózy Hlavnice A. C. Nora (Sdružení Hlavnice A. C. Nora, 2011)
- Ty, která píšeš, antologie současné české ženské povídky (Artes Liberales, 2011 portugalsky; 2008 česky)

### Dramatizace
- dramatizace povídky Čekání uvedena v Divadle D21 v režii Michala Háby 15. 4. 2016

### Tvorba pro děti
- ŠŤASTNÁ, Irena a Milan ŠŤASTNÝ. Na mamuta. (Běžíliška, 2017)